# Textricella
Textricella is een geslacht van spinnen uit de familie Micropholcommatidae.

## Soorten
- Textricella aucklandica Forster, 1955
- Textricella complexa Forster, 1959
- Textricella fulva Hickman, 1945
- Textricella hickmani Forster, 1959
- Textricella lamingtonensis Forster, 1959
- Textricella luteola Hickman, 1945
- Textricella nigra Forster, 1959
- Textricella parva Hickman, 1945
- Textricella pusilla Forster, 1959
- Textricella tropica Forster, 1959

Niet geaccepteerde soorten:
- Textricella antipoda Forster, 1959
- Textricella insula Forster, 1959
- Textricella mcfarlanei Forster, 1959
- Textricella plebeia Forster, 1959
- Textricella propinqua Forster, 1959
- Textricella salmoni Forster, 1959
- Textricella scuta Forster, 1959
- Textricella signata Forster, 1959
- Textricella vulgaris Forster, 1959
- Textricella wisei Forster, 1964